# Юрий Лисянский (ледокол)
«Ю́рий Лися́нский» — советский, а затем российский дизель-электрический ледокол проекта 97А. Назван в честь русского мореплавателя Юрия Фёдоровича Лисянского.

## История
Построен в 1965 году на Адмиралтейском заводе в Ленинграде по проекту 97А (гражданская модификация ледоколов проекта 97, строившихся для ВМФ СССР). Первоначальное название — «Ледокол-9».
После ввода в строй вошёл в состав Экспедиционного отряда АСПТР Балтийского морского пароходства, неоднократно принимал участие в спасательных операциях.
В марте 1972 года участвовал в рискованной операции по снятию с мели греческого судна «Миноан Чиф» (Minoan Chief). В 1974 году спасал французское судно «Мелюзин» (Melusine), получившее многочисленные пробоины. Привлекался к проводке и буксировке судов:
- 1975 год — буксировка земснаряда «Дунай» в полном вооружении из Висмара в Ильичёвск;
- 1976 год — проводка плавмастерской из ГДР в Коломбо, а на обратном пути — буксира-снабженца «Куру» из Олесунна в Ленинград;
- 1977 год — буксировка кранового судна «Азербайджан», построенного в ФРГ, из Гамбурга в Ленинград (буксировка продолжалась около 1,5 месяцев; крановое судно длиной и шириной 140 × 40 м разрезали вдоль на 3 секции, доставка средней секции прошла нормально, а боковые секции были соединены воедино, но экипаж «Юрия Лисянского» достойно справился с буксировкой столь громоздкой конструкции в условиях штормов);
- 1978 год — проводка парома «Авачинский» из Риги на Камчатку (проводка заняла 4 месяца; годом ранее — в 1977 году — «Юрий Лисянский» провёл этот же паром в Аден).

19 сентября 1980 года в Финском заливе рыболовный траулер «Новодруцк» при обгоне в условиях ограниченной видимости столкнулся с секцией плавдока № 803, которую буксировал «Юрий Лисянский» (обошлось без жертв).
Согласно данным Регистра, в конце 1990-х — 2000-х годах судно находилось в собственности различных российских частных компаний (ИЧП «Балттранс», ООО «Тангра-Ойл», ООО «Олимар»), с 2005 года — в техническом управлении ООО «Балтийский флот» (Санкт-Петербург) как портовый ледокол. Занимался проводкой судов в Морской порт Санкт-Петербурга.
В 2010-х — начале 2020-х годов ледокол «Юрий Лисянский» в составе Северо-Западного бассейнового филиала ФГУП «Росморпорт». После 2021 года исключен из состава ледокольных судов Северо-Западного бассейнового филиала ФГУП «Росморпорт», по состоянию на 2023 год — не эксплуатировался, находился в отстое в ожидании утилизации.